# (33973) 2000 NS16
2000 NS16 (asteroide 33973) é um asteroide da cintura principal. Possui uma excentricidade de 0.17405260 e uma inclinação de 10.04646º.
Este asteroide foi descoberto no dia 5 de julho de 2000 por LONEOS em Anderson Mesa.